# Doyerea
Doyerea là một chi thực vật có hoa trong họ Cucurbitaceae.

## Loài
Chi Doyerea gồm các loài: